# Římskokatolická farnost – děkanství Holohlavy
Římskokatolická farnost – děkanství Holohlavy je územním společenstvím římských katolíků v rámci královéhradeckého vikariátu královéhradecké diecéze.

## O farnosti

### Historie
Plebánie v Holohlavech je doložena v roce 1357.

### Současnost
Farnost má sídelního duchovního správce, který spravuje pouze tuto jedinou farnost.
| Kostel                   | Místo              | Bohoslužba                      | Bohoslužba                | Poznámka          |
| ------------------------ | ------------------ | ------------------------------- | ------------------------- | ----------------- |
| Oratorium                | Černožice n. Labem | neděle středa                   | 9.30 15.00                | v domově důchodců |
| Kostel sv. Jana Křtitele | Holohlavy          | neděle pátek 1. sobota v měsíci | 8.00 17.00 9.00           | farní kostel      |
| Kostel sv. Prokopa       | Hořiněves          | neděle                          | 14.00                     | filiální kostel   |
| Kostel sv. Stanislava    | Sendražice         | neděle                          | 11.00                     | filiální kostel   |
| Kaple Zjevení Páně       | Smiřice            | neslouží se pravidelně          | neslouží se pravidelně    | zámecká kaple     |
| Kostel sv. Mikuláše      | Žiželeves          | sobota                          | 15.00 v zimě 18.00 v létě | filiální kostel   |